# فاي أبوت
فاي أبوت (بالإنجليزية: Faye Abbott)‏ هو لاعب كرة قدم أمريكية أمريكي، ولد في 16 أغسطس 1895 في مقاطعة فرانكلن في الولايات المتحدة، وتوفي في 21 يناير 1965 في دايتون في الولايات المتحدة.